# Alianza Democrática Nacional (India)
La Alianza Democrática Nacional (NDA por sus siglas en inglés) es una coalición partidos políticos de centro-derecha en la India. En el momento de su formación en 1998, fue dirigido por el Partido Bharatiya Janata (BJP) y tenía trece partidos constituyentes. Su presidente honorario es el ex primer ministro Atal Bihari Vajpayee. También representan a la alianza Lal Krishna Advani, ex vice primer ministro, quien es el presidente en funciones de la Alianza, Narendra Modi, actual primer ministro y líder de la Cámara en Lok Sabha; y Arun Jaitley, líder de la Cámara en Rajya Sabha . La coalición estuvo en el poder desde 1998 hasta 2004. La alianza regresó al poder en las elecciones generales de 2014 con una cuota de voto combinada del 38,5%. Su líder, Narendra Modi, fue juramentado como primer ministro de la India el 26 de mayo de 2014.

## Historia
La Alianza Democrática Nacional se formó en mayo de 1998 como coalición para disputar las elecciones generales. Fue liderado por el Partido Bharatiya Janata, e incluyó varios partidos regionales, incluyendo el Partido Samta y la All India Anna Dravida Munnetra Kazhagam (AIADMK), así como Shiv Sena, el único miembro que compartió la ideología Hindutva del BJP. Con el apoyo externo proporcionado por el partido de Telugu Desam (TDP), el NDA pudo reunir una mayoría mínima en las elecciones de 1998, y Atal Bihari Vajpayee volvió como primer ministro. El gobierno se derrumbó dentro de un año porque el (AIADMK) retiró su apoyo. Después de la entrada de algunos partidos regionales más, la NDA procedió a ganar las elecciones de 1999 con una mayoría mayor. Vajpayee se convirtió en primer ministro por tercera vez, esta vez por un período de cinco años completo.
La ADN convocó elecciones a principios de 2004, seis meses antes de lo previsto. Su campaña se basó en el eslogan de "India Shining", que intentó describir al gobierno de la ADN como responsable de una rápida transformación económica del país. Sin embargo, la ADN sufrió una derrota, ganando sólo 186 escaños en el Lok Sabha, en comparación con los 222 de la Alianza Progresista Unida liderada por el Congreso, con Manmohan Singh sucediendo a Vajpayee como primer ministro. Algunos comentaristas han declarado que el fracaso de la NDA en llegar a las masas rurales fue la explicación de su derrota; Otros han apuntado a su agenda política "divisiva" como la razón.

## Estructura
La Alianza Democrática Nacional no tiene una estructura de gobierno formal en su lugar, como una junta ejecutiva o un politburó. Corresponde a los dirigentes de cada uno de los partidos tomar decisiones sobre cuestiones como el reparto de los escaños en las elecciones, la asignación de los ministerios y las cuestiones planteadas en el Parlamento. Dadas las variadas ideologías entre los partidos, ha habido muchos casos de desacuerdo y votación dividida entre los aliados. Debido a la mala salud, George Fernandes, quien fue el coordinador de la CND hasta 2008, fue destituido de su responsabilidad y reemplazado por Sharad Yadav, el presidente nacional del partido Janata Dal (United). El 16 de junio de 2013, el JD (U) abandonó la coalición y Sharad Yadav renunció al papel de coordinador del NDA. El 27 de julio de 2017 JD (U) volvió a unirse a la NDA.